# Dewey Decimal
Dewey Decimal (originaltitel The Dewey Decimal System) är den amerikanske musikern och författaren Nathan Larsons debutroman, utgiven 2011 på det amerikanska bokförlaget Akashic Books. Samma år översattes boken till svenska av Andreas Öberg med titeln Dewey Decimal.
Boken är den första i en trilogi som utspelar sig i ett framtida New York, som nästintill gått under efter en kombination av influensapandemi, terrorattack och Wall Streets kollaps.

## Handling
Romanen utspelar sig New York, USA i en nära framtid. Staden har nästintill gått under efter en kombination av influensapandemi, terrorattack och Wall Streets kollaps. Staden är hårt drabbad av brottslighet, maffiaverksamhet och hemliga agenter.
Bokens huvudperson heter Dewey Decimal. Han minns mycket lite av livet innan stadens undergång. Han minns inte sitt egentliga namn, men kallas för Dewey Decimal eftersom han intagit ett bibliotek och börjat kategorisera böcker enligt bibliotekssystemet med samma namn. Utöver detta arbetar han som indrivare åt en distriktsåklagare.

## Mottagande

### Sverige
Gävle bibliotek
Gävle bibliotek rosade romanen och skrev ”Dewey Decimal är den hittills mest underhållande roman jag läst i år och jag längtar efter nästa del."
Kristianstadsbladet
Kristianstadsbladets recensent Anders Mårtensson beskriv boken i positiva ordalag. Recensionen avslutas med orden "Nathan Larson – kompositör av filmmusik, gift med Nina P, medlem i A Camp – har skrivit en trilogi. Första delen är dystopisk noir. Korthuggen och lika brutalt effektiv som rock’n’roll kan vara."
Smålandsposten
Smålandspostens recensent Joel Sjöö var övervägande kritisk i sin recension: "De slitna intrigklyschorna haglar ner som surt regn över Larsons debut, tillsammans med en samhällskritik lika förutsägbar som bongotrummor i en Occupy wall street-parad. Men för den som är villig att släppa kraven på originalitet och i stället glida igenom en lång och konstant actionfylld tevespelsscen är den ändå rätt underhållande."
Tidningen Kulturen
I Tidningen Kulturens recension skrev recensenten Jana Rüegg "Språket är tätt sammanvävt och mycket kompakt skrivet men utan att bli för mastigt. Läsningen håller högt tempo och nya trådar i intrigen avlöser varandra i en närmast brutal hastighet." Lite senare fortsatte hon "Läsningen blir en aning flyktig men är stilen trogen sig själv rakt igenom vilket skänker den trovärdighet."

### Fotnoter
1. ↑  ”Nathan Larson”. Libris.kb.se. http://libris.kb.se/hitlist?d=libris&q=%22Nathan+Larson%22&f=simp&spell=true&hist=true&p=1. Läst 13 juni 2012.
2. 1 2 3 4  ”Dewey Decimal”. Gävle bibliotek. Arkiverad från originalet den 24 januari 2012. https://web.archive.org/web/20120124121335/http://bibliotekstipset.wordpress.com/2012/01/11/dewey-decimal-av-nathan-larson/. Läst 13 juni 2012.
3. ↑  ”Författaren är: Nathan Larson”. Sveriges Television. Arkiverad från originalet den 18 april 2013. https://archive.today/20130418145927/http://blogg.svt.se/babel/2011/11/01/forfattaren-ar-nathan-larson/. Läst 13 juni 2012.
4. ↑  Mårtensson, Anders (1 november 2011). ”Nathan Larson - Dewey Decimal”. Kristianstadbladet. Arkiverad från originalet den 4 augusti 2012. https://archive.is/20120804042137/http://www.kristianstadsbladet.se/kultur/bokrecensioner/article1568651/Nathan-Larson-Dewey-Decimal.html. Läst 13 juni 2012.
5. ↑  Sjöö, Joel (3 januari 2012). ”Nathan Larson - Dewey Decimal”. Smålandsposten. http://www.smp.se/nyheter/Kultur___N_je/nathan-larson-dewy-decimal%283096673%29.gm. Läst 13 juni 2012.
6. ↑  Rüegg, Jana (27 november 2011). ”Nathan Larson - Dewey Decimal”. Tidningen Kulturen. Arkiverad från originalet den 15 augusti 2017. https://web.archive.org/web/20170815111217/http://tidningenkulturen.se/index.php/litteratur-topp/litteraturkritik/10755-litteratur-nathan-larson--dewey-decimal. Läst 13 juni 2012.